# راکیتنویه (استان آمور)
راکیتنویه (به لاتین: Rakitnoye) یک منطقهٔ مسکونی در روسیه است که در استان آمور واقع شده‌است.